# Giải Phóng CA-30

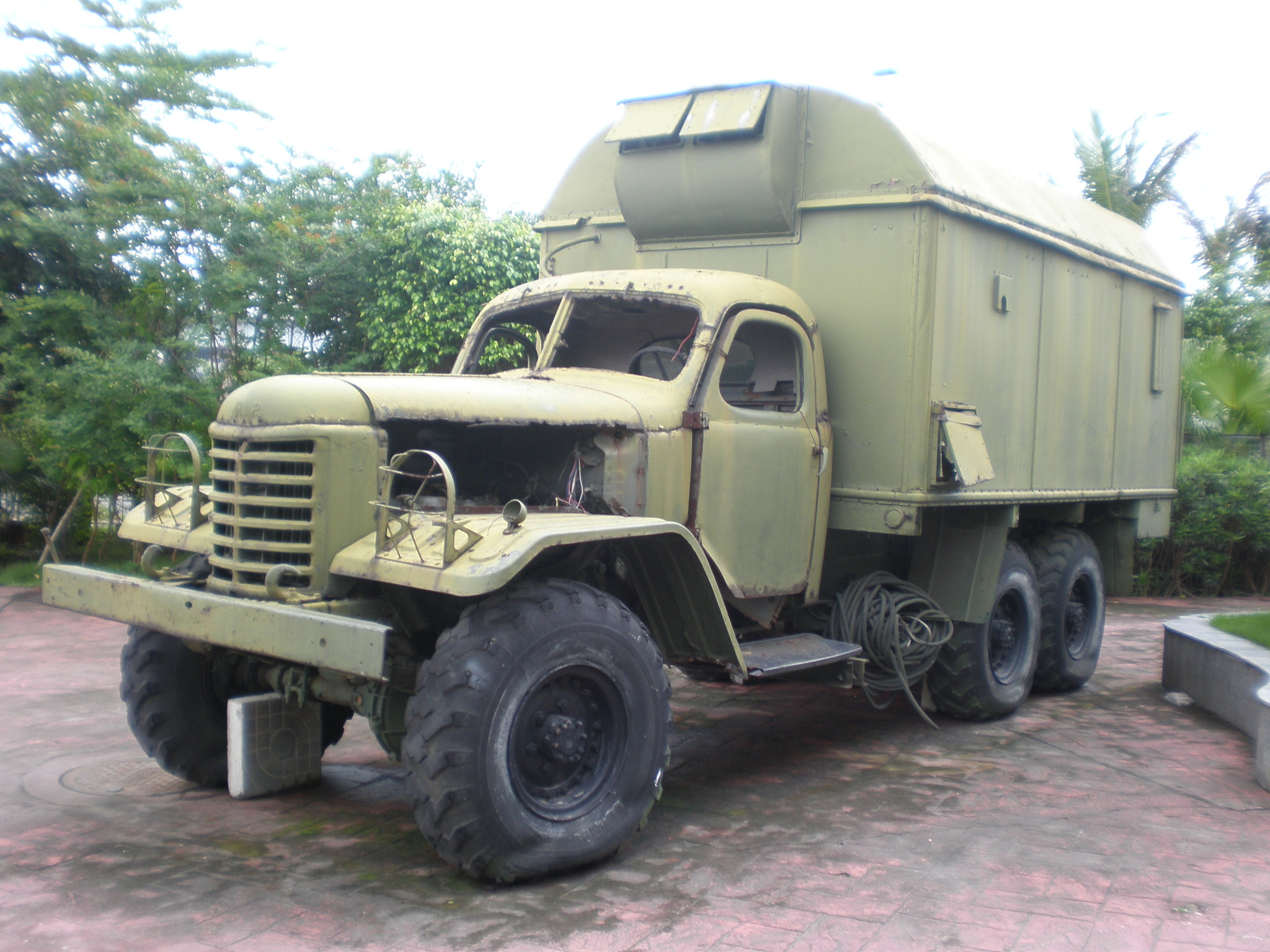
Xe Giải Phóng CA-30 đã ngừng hoạt động tại Albania

Giải Phóng CA-30 là một xe tải quân sự được sử dụng rộng rãi trong Quân đội Giải phóng Nhân dân Trung Quốc. Nó là bản copy trực tiếp mẫu xe tải quân sự ZIL-157 6x6 của Nga, và trông hầu như giống hoàn toàn ngoại trừ tai xe hình vuông thay vì hình tròn như chiếc ZIL-157.

## Lịch sử
Trong suốt thập niên 1950, Quân đội Liên Xô đã giúp Trung Quốc xây dựng các ngành công nghiệp nặng. Như một phần của kế hoạch này, Trung Quốc đã thành lập First Automobile Works (FAW) tại Trường Xuân . Ngay sau đó, tháng 7 năm 1956 họ cho ra đời mẫu xe quân sự Giải Phóng CA-10 4x2, một phiên bản copy chiếc ZIS-150. Nhiều năm sau, FAW giới thiệu mẫu xe quân sự Giải Phóng CA-30 6x6. Chiếc CA-30, giống với ZIL-157, có khả năng việt dã lớn; và được sản xuất theo nhiều cấu hỉnh, gồm: Chở hàng/vận tải, xe kéo, xe thùng, vân vân... Cả CA-30 và CA-10 đểu được Quân đội Giải phóng Nhân dân Trung Quốc sử dụng rộng rãi tới thập niên 1990, khi chúng đã hết thời hạn phục vụ. Ngày nay, chỉ một số ít còn hoạt động.

## Tiêu chuẩn kỹ thuật
Chỗ ngồi (cabin): 1+2
Kiểu: 6X6
Trọng lượng (rỗng): 12,015.19 lb/5,450 kg
Tải tối đa: 9,920.8 lb/4,500 kg (trên đường), 5,511.56 lb/2,500 kg (cross-country)
Chiều dài: 21.93 ft/6.684 m
Chiều rộng: 7.595 ft/2.315 m
Chiều cao: 7.74 ft/2.36 m
Chiều dài cơ sở: N/A
Vệt bánh (trước/sau): N/A
Khoảng sáng: N/A
Tốc độ tối đa (trên đường): 40.39 mph/65 km/h